# Renski ledenik
Renski ledenik, znan tudi kot ledenik Ren-Linth, je bil ledenik v Appenzelskih Alpah, ki je močno vplival na topografijo vzhodne švicarske planote in zgornje Švabske (Nemčija) daleč severno od Bodenskega jezera. Bodensko in Züriško jezero sta ledeniški obrobni jezeri ledenikov Ren in Linth.

## Širitev
Časovni in lokalni izvor Renskega ledenika je na območju Chur pred približno 29.000 leti. Pred približno 24.000 leti je bila najvišja raven dosežena v območju do Schaffhausena. Ledenik je imel največji obseg z ledeno površino približno 16.400 km² in približno 11 % alpskega ledenega pokrova v času riške hladne dobe. V tem hladnem obdobju je ledenik pokrival povodje od Arlberga do Gottharda, zaprl notranje-alpske doline med Rheinwaldhornom in Churom, dolino Alpskega Rena, ki se je raztezala od Bodenskega jezera do Chura in gozdnato kotlino okoli Bodenskega jezera. Ledenik je prodrl do predledenske Donave (črta zahodno od Schaffhausna / Stein am Rhein - južno od Tuttlingena - severno od Sigmaringena - Biberach - vzhodno od Leutkircha). Blokiral je strugo prvotne Donave. Pri tem so nastali veliki rezervoarji ledu. Ledena površina je bila najvišja v Würmu blizu Chura na približno 2000 m. Višina ledu nad Bodenskim jezerom je bila še vedno 900 m (Konstanca) do 1100 m (Bregenz). Največji letni skupni pretok ledene mase je bil ocenjen za nad Sargansom s približno 7,3 km3, tamkajšnja hitrost laminarnega toka je bila izračunana na 45 do 100 m na leto. Pod ledenimi masami so bila današnja mesta Chur, Glarus, Sargans, St. Gallen, Vaduz, Feldkirch (vsi Renski ledenik), Zürich (ledenik Linth), Schruns (ledenik Ill), Winterthur, Ravensburg in mesta ob Bodensjem jezeru (vsi predledenik Bodensee).
Sistem se imenuje tudi sistem Ren-Linth, ker je bil del ledenika Ren s prelivanjem povezan s sedanjim povodjem Linth v diflukciji nad dolinsko bifurkacijo Sargans. Ledenik Linth je zapolnil severozahodno usmerjene kotline dolin Glatt in Limmat. Poleg regije Graubünden Ren je bil vzhodni del sistema oskrbovan z ledom tudi iz dolin Vorarlberg z rekama Ill in Bregenz Ach.
Zadnja večja širitev ledenika je bila v würmski hladni dobi. Renski ledenik se je raztezal nad vso današnjo vzhodno Švico in Bodensko jezero. Glavna smer toka se je vse bolj premikala proti zahodu v smeri Visokega Rena. V Schaffhausnu je bila najvišja raven le malo nižja kot v času riške hladne dobe. Na območju Bodenskega jezera se je močno poglobilo zaradi debeline ledu do 1200 m in zaradi podledenitvene taline vode, ki je pod visokim pritiskom odtekla z dna ledenika. Gore, ki so štrlele čez led, so bile: Schesaplana (2965 m), Säntis (2501 m), Hochgrat im Allgäu (1834 m) in Hörnli v kantonu Zürich (1133 m) so bili takrat nunataki.
Vprašanje povezave med ledenikom Feldberg in alpsko poledenitvijo, ki teče proti zahodu vzdolž Visokega Rena v času riške hladne dobe, glede na trenutno stanje raziskav še ni dokončno razjasnjeno. V würmskem hladnem obdobju naj bi bila regija Olten - Aarau - Baden - Basel vedno brez ledu.

## Würmska stopnja taljenja
Po najvišji stopnji poledenitve v würmu pred približno 20.000 leti s snežno mejo 1000 m je umik Renskega ledenika potekal v skupno osmih preizkušenih etapah, vključno z najpomembnejšim Schaffhausen stadiju (najvišja raven), Singen stadiju in Konstanca stadiju. Züriško jezero, ki je bilo sprva še vedno povezano z Walenskim jezerom, je nastalo v fazi Konstanca s končno lokacijo blizu Hurdena. Te stopnje so bile končane pred 15.000 leti. Drugi sestoji so bili morda na območju Bodenskega jezera. Na koncu faz taljenja so nastali Renski slapovi.

## Današnje priče ledenika
Poleg Bodenskega jezera (Renski ledenik), Züriškega jezera (ledenik Linth) in bogastva jezer, ribnikov, mokrišč in barij (Federsee, Rohrsee, Wurzacher Ried) obstajajo številni drugi dokazi o obstoju Renskega ledenika. Znano talno moreno iz riške hladne dobe najdemo v bližini velike gramoznice Scholterhaus blizu Biberacha, ki jo je odkril in opisal Albrecht Penck. Na švabski Albi zahodno od Riedlingena se pojavi morenska razpoka. Med tako imenovano züriško stopnjo ledenika Linth (pred približno 20.000 leti) je nastala morenska stena, ki zapira Züriško jezero na severu. Obrobne morenske stene ledenika Linth obstajajo v bližini mesta Schindellegi do mestnega območja Züricha.
Zahodno vznožje Renskega ledenika je dalo obliko stožcu Hegau s strmimi prekrivnimi površinami na vzhodni strani, obrnjeno proti toku ledu. Na Rorschachu so ledene terase, ravne površine po pobočju kot ledeniški relikti in tudi morenske stene iz do 100 metrov visokega ohlapnega materiala, ki ga je Renski ledenik nabral ob straneh.
Veliko drumlinov lahko najdemo v Zürich Oberland in v Allgäu, eratičnem blokovskem roju s kamenjem iz Glarnskih Alp v Jörentoblu na Greifenseeju. Primeri eratičnih balvanov na Renskem ledeniku so balvani v Koblenwaldu blizu Rorschacherberga, Graue Stein von Aach (Hegau) Renskega ledenika iz würmske hladne dobe, ki ga je prepeljal približno 150 kilometrov na sedanjo lokacijo in tehta približno 30 ton. Ferner liegen zwei Findlinge in Frauenfeld, Obstajata tudi dva balvana v Frauenfeldu,  več v bližini Wangena im Allgäua (BAB 96).

## Literatur a
- Penck, A. & Brückner, E. (1909). Die Alpen im Eiszeitalter, 3 Bände, Tauchnitz, Leipzig (Erstbeschreibung des Rheingletschers).
- Christof Benz-Meier: Der würmeiszeitliche Rheingletscher-Maximalstand: digitale Rekonstruktion, Modellierung und Analyse mit einem geographischen Informationssystem. Universität Zürich-Irchel, Geographisches Institut, Zürich 2003, ISBN 3-85543-239-2.
- Oskar Keller: Erwägungen zur Korrelation Mittelpleistozäner Relikte des Rheingletschers mit der nordschweizer Stratigraphie. In: Quaternary Science Journal. Band 63, Nr. 1, 2014, S. 19–43, doi:10.3285/eg.63.1.02.